# ザザシティ浜松
ザザシティ浜松（ザザシティはままつ、英: ZAZA CITY HAMAMATSU）は、静岡県浜松市中央区鍛冶町にある複合商業施設である。愛称は一般公募で決められ、「ざざっと人の集まるイメージと語感の良さ」などからザザシティ浜松となった。

## 概要
施設は西館と中央館からなり、それぞれ上部は分譲マンションになっている。
西館は、元々は西武百貨店があった土地であるが、1997年（平成9年）12月に西武百貨店が浜松から撤退。その後、市の再開発事業として本施設が建設された。
中央館建設時に隣接する松菱に接続する連絡通路が設けられたが、松菱は中央館開業直前の2001年（平成13年）11月14日に経営破綻により閉店したため、連絡通路は未使用となった（後に松菱の建物解体により、連絡通路は撤去されている）。
なお、西館は同名の運営会社である株式会社ザザシティ浜松、中央館は設備工事業の日管（浜松市）が運営管理するが、2019年4月現在でも、年間5千万円近い赤字となっている。

### 西館 (ZAZA West)
- 所在地：静岡県浜松市中央区鍛冶町15
- 地下1階～地上3階が商業区画、地上4階〜7階が市営駐車場
- 上部住居棟：分譲マンション「セントラルタワー」

### 中央館 (ZAZA Central)
- 所在地：静岡県浜松市中央区鍛冶町100-1
- 地下1階～地上4階が商業区画、5階〜7階が「浜松子ども館」ほか浜松市関連施設。
- 上部住居棟：分譲マンション「アルファタワー」

## 沿革
- 2000年（平成12年）11月21日 - 西館が開業。
- 2001年（平成13年）11月22日 - 中央館が開業。
- 2003年（平成15年）11月15日 - ヴァージンシネマズ浜松が「TOHOシネマズ浜松」に改称。
- 2011年（平成23年）
  - 10月4日 - 中央館の商業施設管理会社アルファ・イチマルマル（浜松市中区鍛冶町）が、東京地裁に自己破産を申請（テナントの営業は継続）。
  - 12月26日 - 中央館の商業区画（地下1階から地上4階）を日管株式会社（浜松市）が取得。
- 2016年（平成28年）4月下旬 - 西館のテナントを大幅に入れ替え[3]。
- 2017年（平成29年）6月 - 中央館の2階テナントが順次移転。2階〜3階フロアを改装の上、秋にリニューアルオープン。
- 2021年（令和3年）
  - 1月6日 - 開業以来のテナントであったトイザらスが閉店[4]。
  - 9月12日 - 開業以来のテナントであったユニクロが閉店（9月17日に遠鉄百貨店にて移転開店）
- 2022年（令和4年）
  - 3月 - 食品スーパー「ザザシティフードワールド（生鮮館TAIGA浜松店）」跡地に「カネスエ」（愛知県一宮市）が同年秋に出店する予定であることが報じられる（同社は静岡県初出店）[5]。
  - 4月30日 - 西館の食品スーパー「ザザシティフードワールド（生鮮館TAIGA浜松店）」が閉店[6]。
  - 9月29日 - カネスエが開業[7]。

## テナント構成

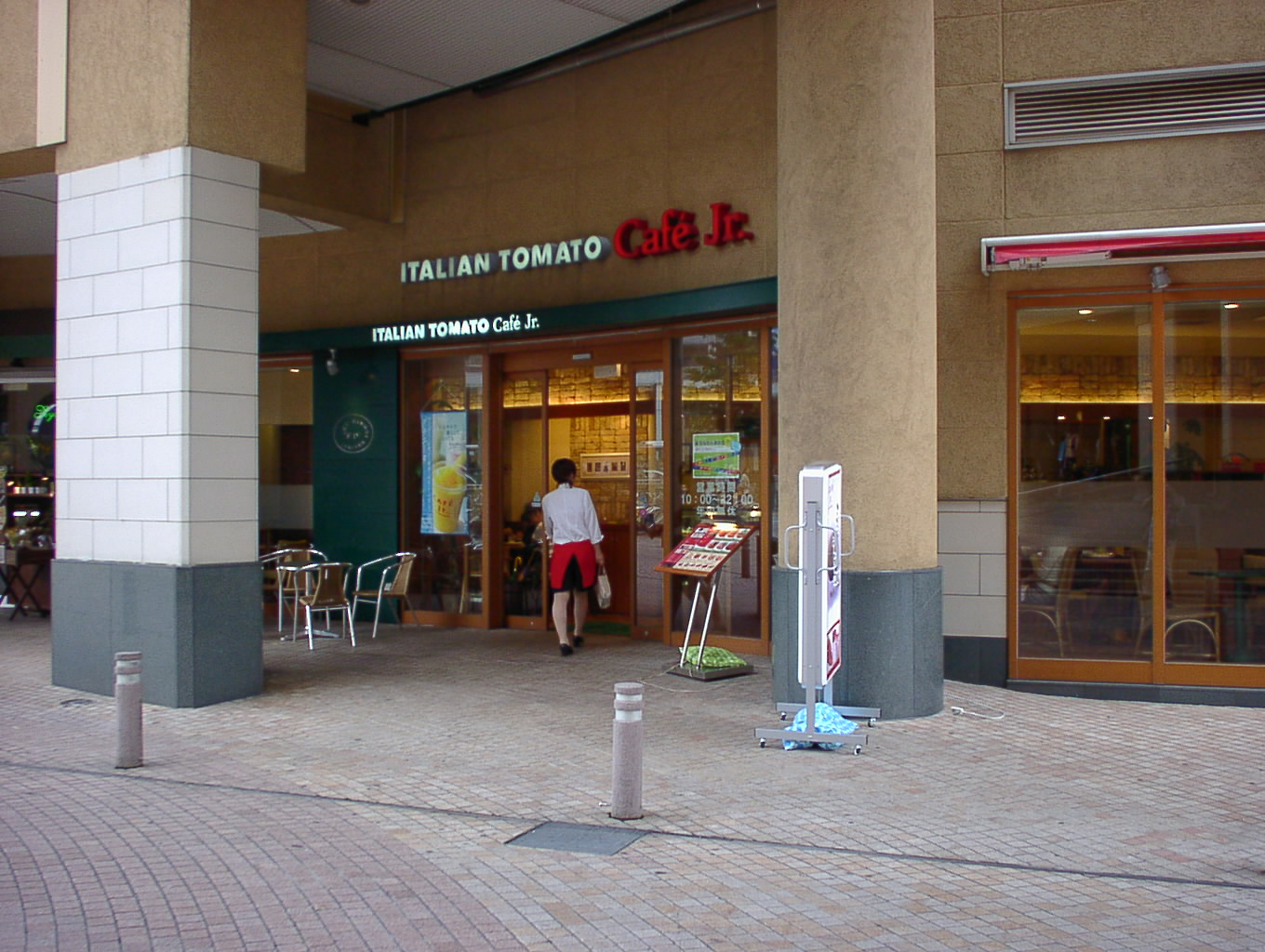
中央館1階の様子

西館は、TOHOシネマズ、タイトーステーション、本の王国、ポストホビー、サルヴァトーレ・クオモをはじめ、多くの店舗が入居している。
中央館にはモスバーガーなどがあるものの空きテナントが多く、市の行政施設や医療機関の入居が目立つ。2017年9月には中央館の4階に「はままつトライアルオフィス」を開設。ベンチャー企業が無料で一定期間利用できるオフィスで、浜松市への企業誘致も兼ねており、2020年（令和2年）7月には中央館の地下1階に日本最大級を称するイノベーションハブ「FUSE（フューズ）」がオープンした。
なお、2015年4月にはクエスト・ミュージック（楽器店）が、同年12月には浜松ジオラマファクトリーが、2017年6月にはフジヤ（靴店）が中央館より移転している。また、本の王国も2013年まで中央館に店舗があったが閉店し、2015年に西館で再オープンした。
2021年9月14日、ユニクロザザシティ浜松店が閉店。閉店後、遠鉄百貨店新館3階に移転開業した。

## TOHOシネマズ浜松
9スクリーン／1,903席（車椅子25席）を有する、TOHOシネマズが運営するシネマコンプレックス。2000年11月27日開館。
開館当初は『ヴァージンシネマズ浜松』としてオープンしたが2003年4月7日に運営・経営がTOHOシネマズに移管し、同年11月15日に『TOHOシネマズ浜松』へ改称している。
| No.     | 座席 | 車椅子 | サイズ(m) | サイズ(m) | 備考 |
| No.     | 座席 | 車椅子 | 縦        | 横        | 備考 |
| ------- | ---- | ------ | --------- | --------- | ---- |
| PREMIER | 97   | 2      | 5.3       | 12.1      |      |
| 1       | 250  | 3      | 5.6       | 13.0      |      |
| 2       | 250  | 3      | 5.6       | 13.0      |      |
| 3       | 159  | 3      | 5.2       | 11.9      |      |
| 4       | 178  | 3      | 5.6       | 13.0      |      |
| 5       | 317  | 3      | 5.6       | 13.0      |      |
| 6       | 319  | 3      | 5.6       | 13.0      |      |
| 7       | 174  | 2      | 5.6       | 12.9      |      |
| 8       | 159  | 3      | 5.2       | 11.9      |      |

## 問題点

### 中央館地権者問題
中央館建設前の再開発区域は古い商店や民家が多く、また用途地域で定められた建蔽率を満たしておらず、防災上問題のある地区であった。これらを整理するとともに長崎屋や丸井の撤退で顕著になった中心街空洞化に歯止めをかけるための集客施設の建設をする構想であったが一部の地権者と権利変換交渉が決裂。現在、建物東側のモール街に面した一角では反対地権者の店舗が残存し、それを取り囲むように再開発ビルが建っている状況である。

### 中央館へのパルコの出店中止
中央館には当初パルコが核テナントとして入居する計画が存在した。隣接する同じセゾングループに属する西武百貨店浜松店とともに一大ショッピングゾーンを構築する構想であった。しかし1995年、景気低迷と入居条件交渉の難航により出店は白紙撤回、それに同調するように西武浜松店も売り上げ低迷を理由に撤退表明、翌年閉店した。このことは浜松市中心部の市街地の空洞化に拍車をかけるとともに、中央館自体もフロア構成変更を余儀なくされたため、下記のような問題へと繋がっていく。

### 中央館債務超過問題
当初見込まれていたパルコの中央館への出店が白紙撤回され、また隣接する松菱の破産など悪条件が重なり、投資額のうちの32億円あまりが返済不能の状態に陥っているという問題が表面化した。再開発組合が建物完成後7年目に現在なっても解散出来ない事態となっており、2007年度末時点で債務は利息分含めて36億円超に膨れ上がっている。仮に地権者法人が商業スペースの売却をしたとしてもなお残りの債務が返済不能な状態に陥っている。
2008年3月末に融資元の静岡銀行、清水銀行、浜松信用金庫、りそな銀行などは、事態の収拾が見込めないことから、保有する債権を債権回収会社に譲渡。開発を主導した浜松市も公的資金投入案を市議会に否決された経緯から、「民民の問題」として責任の所在を認めていない。
最終的に前述のとおり、中央館の商業施設管理会社アルファ・イチマルマル（浜松市中区鍛冶町）は、2011年に破産となり、テナントの営業は継続したまま日管株式会社に引き継がれた。破産にもかかわらず営業継続とされたのは、営業が終了すれば債権の回収額が大幅に減少することが見込まれたためで、債権者の合意のもと引継ぎ先を求めることにしたためである。